# Mühlhausen (Franconia Media)
Mühlhausen (pronunciación en alemán: /ˌmyːlˈhaʊ̯zn̩/ⓘ) es un municipio situado en el distrito de Erlangen-Höchstadt, en el estado federado de Baviera (Alemania), con una población a finales de 2016 de unos 1699 habitantes.
Se encuentra ubicado en la zona centro-norte del estado, en la región de Franconia Media, al este del estado de Baden-Wurtemberg.